# Бањалучки округ
Бањалучки округ је био административна јединица нижег нивоа у Аустроугарској, Држави Словенаца, Хрвата и Срба и Краљевине Срба, Хрвата и Словенаца. Основан је након аустроугарске окупације Босанског вилајета 1878. на територији дотадашњег Бањалучког санџака, а укинут 1923. године, када је основана Врбаска област.

## Административна подјела
Бањалучки округ чинило је 10 срезова (котарева) и 5 среских (котарских) испостава. Срезови:
- градски срез Бања Лука,
- сеоски срез Бања Лука,
- Дервента,
- Босанска Дубица,
- Босанска Градишка,
- Котор Варош,
- Босански Нови,
- Приједор,
- Прњавор,
- Тешањ.

Среске испоставе:
- Босански Брод,
- Босанска Костајница,
- Добој,
- Козарац,
- Оџак.

## Становништво
Број становника Бањалучког округа се повећавао у сва четири међупописна периода од 1879. до 1921. године. Према свим пописима већину становништва чинили су припадници православне вјероисповијести.
| Демографија | Демографија | Демографија |
| Година      | Становника  | Становника  |
| ----------- | ----------- | ----------- |
| 1879.       | 190.043     |             |
| 1885.       | 265.456     |             |
| 1895.       | 329.061     |             |
| 1910.       | 403.817     |             |
| 1921.       | 423.096     |             |